# 花は誰のもの?
「花は誰のもの?」（はなはだれのもの）は、日本の女性アイドルグループ・STU48の楽曲。2022年4月13日にSTU48の8作目のシングルとしてキングレコードから発売された。作詞は秋元康、作曲は元チェッカーズの鶴久政治が担当した。楽曲のセンターポジションは石田千穂、瀧野由美子、中村舞が務めた。

## 背景とリリース
前作「ヘタレたちよ」から約6か月ぶりのシングル。また、2022年にリリースされたSTU48のシングルは本作のみとなった。
表題曲は世界平和を願うメッセージソングとなっており、制作にあたっては2022年に発生したロシアによるウクライナへの軍事侵攻が背景にあるという。曲に込めた思いについて、作詞を行った秋元は2022年6月17日放送の『MUSIC BLOOD』（日本テレビ系）に出演した際に「なんかこういう、アイドルが歌って、楽しくカラオケでも歌っていたんだけど、ふと、この1行ってすごく深いなって思った人がちょっと調べてみようかなとか、入り口になったらいいなというのはありますよね」と語っている。
今作では、石田千穂、瀧野由美子、中村舞の3人が「トライアングルセンター」として、公演やメディアなど、楽曲を披露する場所や場面によってセンターを入れ替える方式が採られている。
選抜メンバーは前作と同じく16人で、2期生の川又あん奈、吉崎凛子、吉田彩良が初の選抜入りとなった。峯吉愛梨沙は5thシングル「思い出せる恋をしよう」以来の選抜で、16人選抜に入るのは今作が初である。
前作の選抜メンバーのうち、活動を辞退した門脇実優菜、およびSTU48との兼任を終了した岡田奈々のほか、田中美帆、矢野帆夏が外れた。

## アートワーク
| 初回限定盤 Type-A 表 | 今村美月、岩田陽菜、小島愛子、中村舞       |
| 通常盤 Type-A 表     | 川又あん奈、瀧野由美子、福田朱里、立仙百佳 |
| 初回限定盤 Type-B 表 | 石田みなみ、石田千穂、甲斐心愛、吉田彩良   |
| 通常盤 Type-B 表     | 沖侑果、高雄さやか、峯吉愛梨沙、吉崎凜子   |
| 劇場盤               | 石田千穂、中村舞、瀧野由美子               |

## ミュージック・ビデオ
花は誰のもの?
監督：金井純一、振付：CRE8BOY

## メディアでの使用
花は誰のもの?
インターハイ「躍動の青い力 四国総体 2022」公式応援ソング（インハイ.tv ハイライト動画挿入歌など）

## シングル収録トラック

### Type A
| #         | タイトル                                    | 作詞      | 作曲            | 編曲      | 時間  |
| --------- | ------------------------------------------- | --------- | --------------- | --------- | ----- |
| 1.        | 「花は誰のもの?」                           | 秋元康    | 鶴久政治        | Hiroya.T  | 4:11  |
| 2.        | 「船から降りた僕たちは…」                   | 秋元康    | MasaHERO Ohsawa | 若田部誠  | 4:29  |
| 3.        | 「花は誰のもの?（off vocal ver.）」         |           | 鶴久政治        | Hiroya.T  | 4:11  |
| 4.        | 「船から降りた僕たちは…（off vocal ver.）」 |           | MasaHERO Ohsawa | 若田部誠  | 4:28  |
| 合計時間: | 合計時間:                                   | 合計時間: | 合計時間:       | 合計時間: | 17:19 |

| #  | タイトル                      | 作詞 | 作曲・編曲 | 監督     |
| -- | ----------------------------- | ---- | ---------- | -------- |
| 1. | 「花は誰のもの? Music Video」 |      |            | 金井純一 |

### Type B
| #         | タイトル                                             | 作詞      | 作曲           | 編曲           | 時間  |
| --------- | ---------------------------------------------------- | --------- | -------------- | -------------- | ----- |
| 1.        | 「花は誰のもの?」                                    | 秋元康    | 鶴久政治       | Hiroya.T       | 4:12  |
| 2.        | 「ポニーテールをほどいた君を見た」                   | 秋元康    | A-NOTE、S-TONE | A-NOTE、S-TONE | 4:09  |
| 3.        | 「花は誰のもの?（off vocal ver.）」                  |           | 鶴久政治       | Hiroya.T       | 4:12  |
| 4.        | 「ポニーテールをほどいた君を見た（off vocal ver.）」 |           | A-NOTE、S-TONE | A-NOTE、S-TONE | 4:09  |
| 合計時間: | 合計時間:                                            | 合計時間: | 合計時間:      | 合計時間:      | 16:42 |

| #  | タイトル                                                                             | 作詞 | 作曲・編曲 | 監督     |
| -- | ------------------------------------------------------------------------------------ | ---- | ---------- | -------- |
| 1. | 「ドラマミュージックビデオ「光は君に、あの日々に。」〜主題歌：「花は誰のもの？」〜」 |      |            | 金井純一 |

### 劇場盤
| #         | タイトル                             | 作詞      | 作曲          | 編曲          | 時間  |
| --------- | ------------------------------------ | --------- | ------------- | ------------- | ----- |
| 1.        | 「花は誰のもの?」                    | 秋元康    | 鶴久政治      | Hiroya.T      | 4:11  |
| 2.        | 「Sure、じゃあね」                   | 秋元康    | CHOCOLATE MIX | CHOCOLATE MIX | 3:54  |
| 3.        | 「花は誰のもの?（off vocal ver.）」  |           | 鶴久政治      | Hiroya.T      | 4:11  |
| 4.        | 「Sure、じゃあね（off vocal ver.）」 |           | CHOCOLATE MIX | CHOCOLATE MIX | 3:53  |
| 合計時間: | 合計時間:                            | 合計時間: | 合計時間:     | 合計時間:     | 16:09 |

## 歌唱メンバー
- 石田千穂
- 石田みなみ
- 今村美月
- 岩田陽菜
- 沖侑果
- 甲斐心愛
- 川又あん奈
- 小島愛子
- 高雄さやか
- 瀧野由美子
- 中村舞
- 福田朱里
- 峯吉愛梨沙
- 吉崎凜子
- 吉田彩良
- 立仙百佳